# Banjh
Banjh – gaun wikas samiti w zachodniej części Nepalu w strefie Seti w dystrykcie Bajhang. Według nepalskiego spisu powszechnego z 2011 roku liczył on 818 gospodarstw domowych i 4944 mieszkańców (2620 kobiet i 2324 mężczyzn).